# Bartramia robusta
Bartramia robusta là một loài rêu trong họ Bartramiaceae. Loài này được Hook. f. & Wilson mô tả khoa học đầu tiên năm 1844.